# Budel-Dorplein
Budel-Dorplein is een dorp in de gemeente Cranendonck, in de Nederlandse provincie Noord-Brabant. Het dorp had in 2021 1380 inwoners. Het is ontstaan toen de fabrikantenfamilie Dor omstreeks 1892 een zinkfabriek bouwde in het vennengebied tussen Budel en Weert. In de omgeving van de fabriek lieten de Dors huizen en voorzieningen voor de arbeiders bouwen. In april 2011 is de fabrieksnederzetting Dorplein en de natuurlijke omgeving aangewezen als beschermd dorpsgezicht.

## Geschiedenis
De ontwerper van Projet de Dorplein was Emile Dor. Oorspronkelijk heette het project Nieuwdorp en in de volksmond: De Aauw Hei. De naam Dorplein werd in 1893 officieel vastgesteld door gemeente Budel. Omdat de zinkfabriek op een afgelegen terrein werd gebouwd moesten tal van infrastructurele werken en voorzieningen voor de medewerkers ter plaatse worden gebouwd. De eerste bewoners waren Waalse arbeiders die vakkennis en ervaring meebrachten en functies in het middenkader kregen. Ze hadden het aanvankelijk niet gemakkelijk omdat de meeste voorzieningen nog gebouwd moesten worden en ze de taal niet spraken. Geleidelijk aan werden er voorzieningen gebouwd. De arbeiderskolonie was in alle opzichten afhankelijk van de Budelse zinkfabriek. Het bedrijf was paternalistisch, wat goede en slechte kanten had, en de nederzetting lag afgelegen. De hooggeplaatsten in het bedrijf bekleedden bestuurlijke functies in het dorp en zelfs het schoolhoofd en de rector stonden op de loonlijst van de fabriek. 
Ook de nutsvoorzieningen werden door de fabriek geleverd. Van belang waren de volgende instellingen:

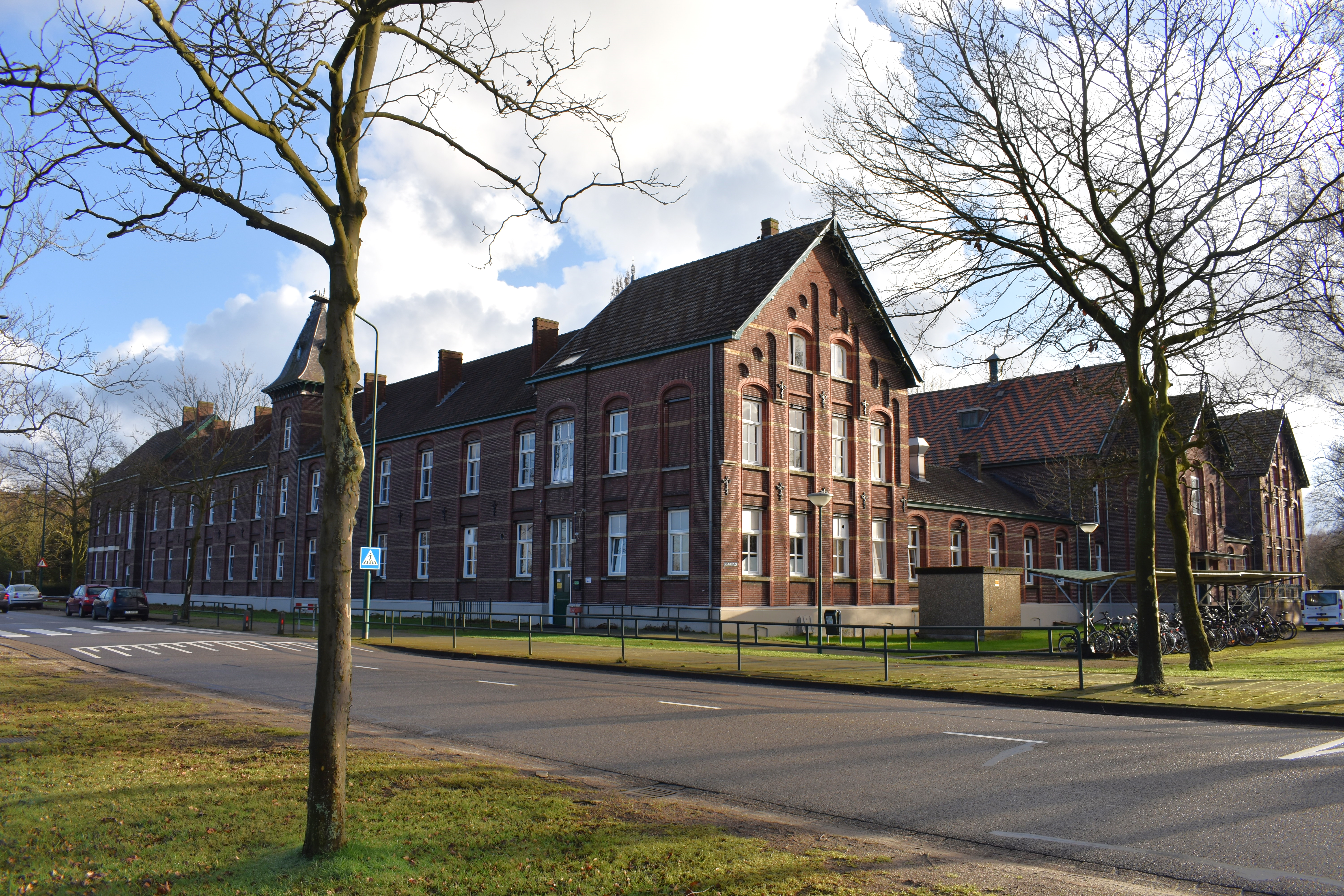
Hotel Sint-Joseph

- Hotel Saint-Joseph, bijgenaamd De Cantine. Dit is een kloosterachtig gebouw uit 1898 dat bedoeld was om vrijgezelle arbeiders te huisvesten. Het werd vanaf 1899 beheerd door de Zusters van de heilige Carolus Borromeus, die uit Nancy kwamen. In 1932 werden zij afgelost door de Dochters der Liefde van de Heilige Vincentius a Paulo, die uit Nuth kwamen. Deze zusters verrichtten tot 1987 vele werkzaamheden. In De Cantine was een hotel, een winkel, een wasserij, een ontspanningsruimte en een café. Het gebouw diende daarna als tehuis voor gastarbeiders en asielzoekerscentrum en werd daarna door een commerciële instelling tijdelijk verhuurd aan werknemers van een uitzendbureau onder de naam Cantine. Hierna zou het als Kempense Veste herontwikkeld worden, mogelijk tot sociaal-cultureel centrum.
- De Sint-Jozefskerk. Budel-Dorplein had aanvankelijk geen kerk en het volcontinu werkrooster maakte het voor de werknemers vaak onmogelijk om de voettocht naar de kerk in Budel of Hamont te ondernemen. Aanvankelijk werd daarom een mis in een gang van het kantoor opgedragen. In 1896 werd een kapel gebouwd in de retortenfabriek op het fabrieksterrein. De mis werd aangekondigd door de fabrieksfluit, wat een unicum genoemd mag worden. In 1907 kwam er nog een kapel in Hotel Saint-Joseph, voor de dorpelingen. Wel werd grondwerk verricht voor de bouw van een permanente kerk maar oorlogen en economische motieven zorgden voor decennialang uitstel. Op de plaats waar de kerk aanvankelijk zou komen had de SS in de bezettingsjaren een aantal verzetsstrijders vermoord, voor wie in 1949 een monument werd opgericht. Op een andere plaats werd toen een permanente kerk gebouwd, aan Sint-Joseph gewijd, een bakstenen gebouw met twee torens van architect Pontzen, die in 1952 werd ingewijd. De klokken kregen de namen 'Emile' en 'Lucien', naar de gebroeders Dor. De rector werd deels door de fabriek betaald. De geestelijke had de titel 'rector' omdat er geen officiële parochie was. Een parochie werd pas in 1963 ingesteld. De fabriekskapel werd in 1966 opgeheven en daarmee kwam aan de directe bemoeienis van de fabriek met het kerkelijk leven een einde. De kapel in de fabriek bestaan niet meer. De laatste werd in 1973 gesloopt omdat toen een elektrochemische fabriek in bedrijf werd genomen.
- Het Kamp was een plaats waar geïnterneerde Belgische vluchtelingen tijdens de Eerste Wereldoorlog verbleven.
- De directeursvilla tegenover de kerk is een fraaie en imposante villa.
- De Warande was het landgoed en de woning van de familie Dor. Het landgoed was eigendom van de naamloze vennootschap KZM. Na het pensioen van de heer Dor moest de familie het landgoed verlaten. Het werd nadien bewoond door verschillende directeuren van de fabriek en heeft daarna meerdere eigenaren gehad.

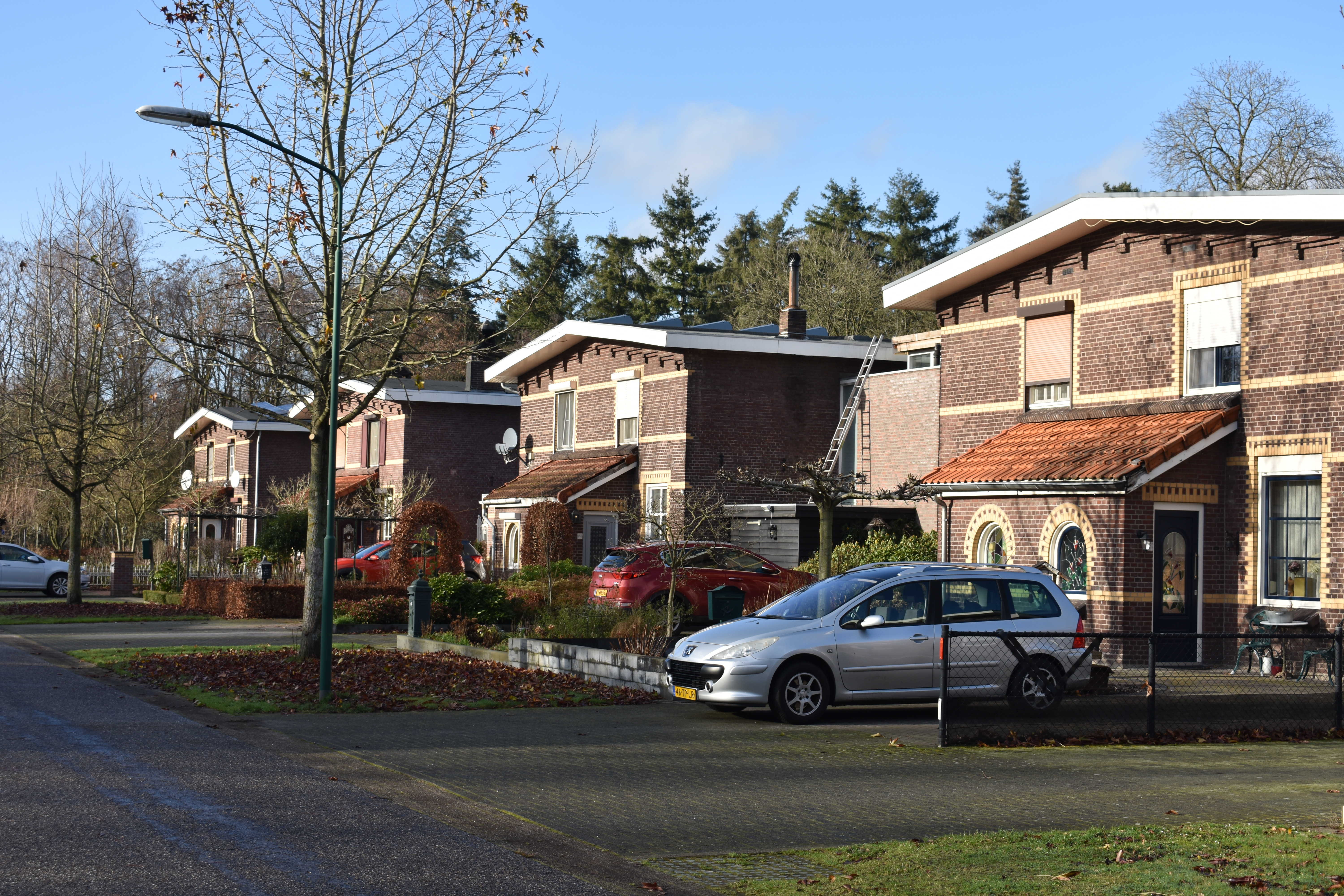
Woningbouw van de zinkfabriek

- Woonhuizen in Waalse trant. De oorspronkelijke woonhuizen, gebouwd in de toenmalige in Wallonië gebruikelijke architectuur, zijn een merkwaardig fenomeen in een streek waar deze bouwtrant gewoonlijk niet voorkomt. Het zijn grote huizen, telkens twee bij elkaar. Aan de weg naar de fabriek liggen een aantal in soortgelijke stijl gebouwde villa's voor het hogere personeel.
- Het Prisonneke was een klein gevangenisje waar dronkenlappen en eventuele ordeverstoorders tot bezinning konden komen onder toeziend oog van de -uiteraard op de loonlijst van de fabriek staande- veldwachter.

In de jaren zestig van de twintigste eeuw veranderde de uitzonderlijke situatie van Budel-Dorplein en werd het een normaal dorp. De Budelse zinkfabriek kwam in 2007 met een plan om een duurzaam bedrijventerrein op haar gebied aan te leggen, het 'Duurzaam industriepark Cranendonck', 200 ha van de Loozerheide te verkopen aan Natuurmonumenten, en nog eens 300 ha door deze instantie te laten beheren.

## Natuur en landschap
Oostelijk van Budel-Dorplein ligt natuurgebied Loozerheide, honderden hectaren groot. Het gebied bestaat uit natte heide, moeras, naaldbos en zandverstuiving. Er liggen vennen waaronder De Hoort en Ringselven. Het zeer zeldzame ongezoomd ertsmos is hier te vinden, evenals halfwilde runderen en paarden, houtsnippen, waterpiepers en kleine bonte spechten.

## Nabijgelegen kernen
Budel-Schoot, Hamont, Lozen, Weert.

## Geboren in Budel-Dorplein
- Wim van den Dungen (1944-2025), voetballer